# Вара (місто)
Вара (швед. Vara) — містечко (tätort, міське поселення) у центральній Швеції в лені Вестра-Йоталанд. Адміністративний центр комуни  Вара.

## Географія
Містечко знаходиться у центральній частині лена Вестра-Йоталанд за 388 км на південний захід від Стокгольма.

## Історія
У 1894 році Вара отримала статус чепінга.

## Населення
Населення становить 4 183 мешканців (2018). 

## Економіка
У Варі має виробничі цехи компанія Volvo Penta.

## Спорт
У поселенні базується футбольний клуб Вара СК та інші спортивні організації. 

## Галерея

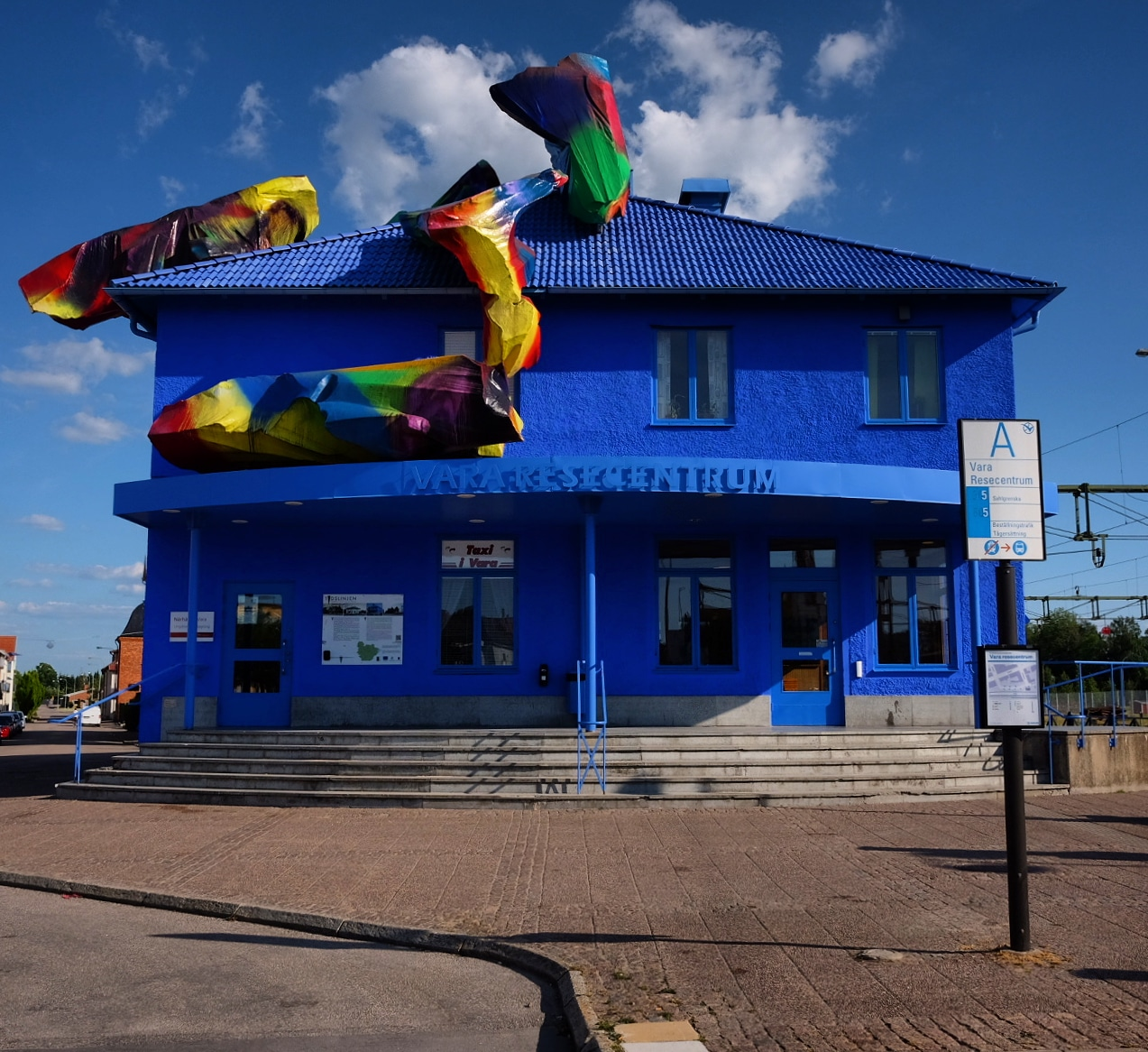
Залізнична станція
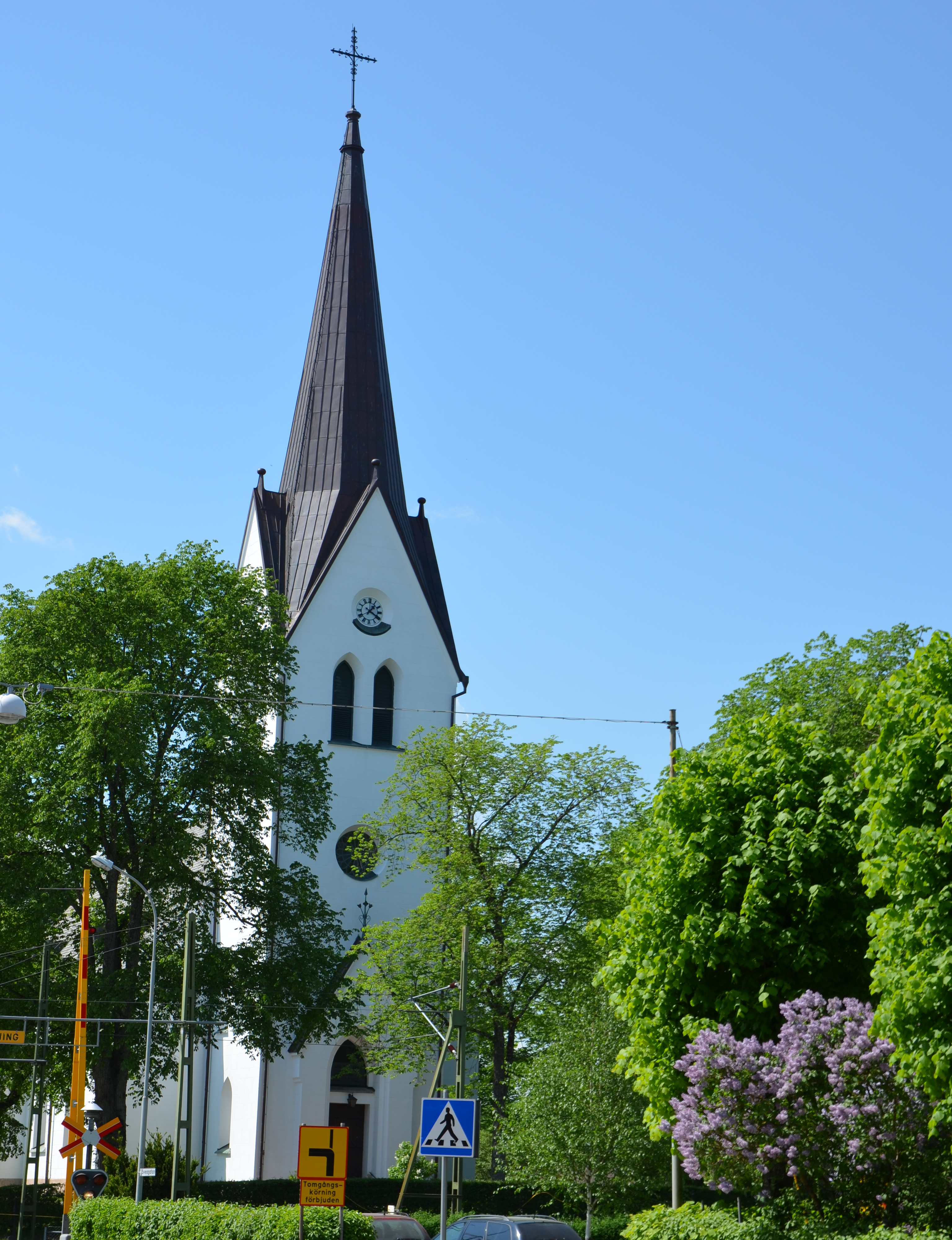
Церква
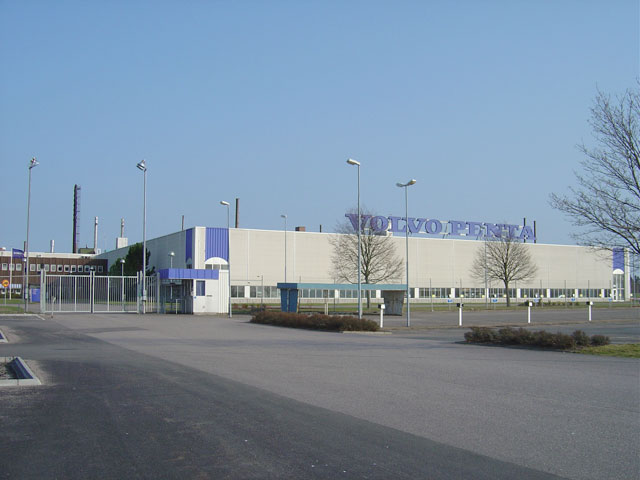
Фабрика Вольво
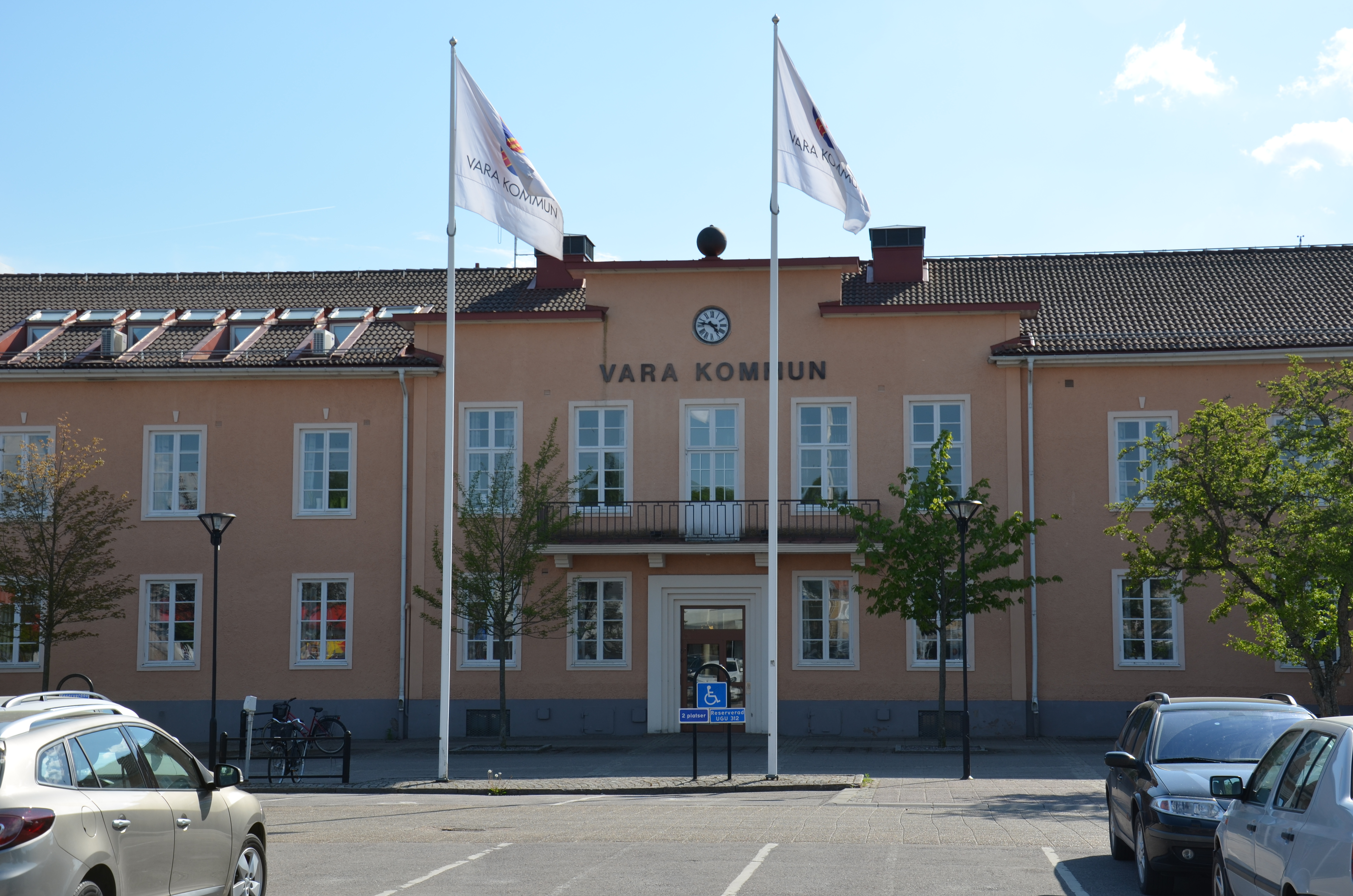
Управа комуни
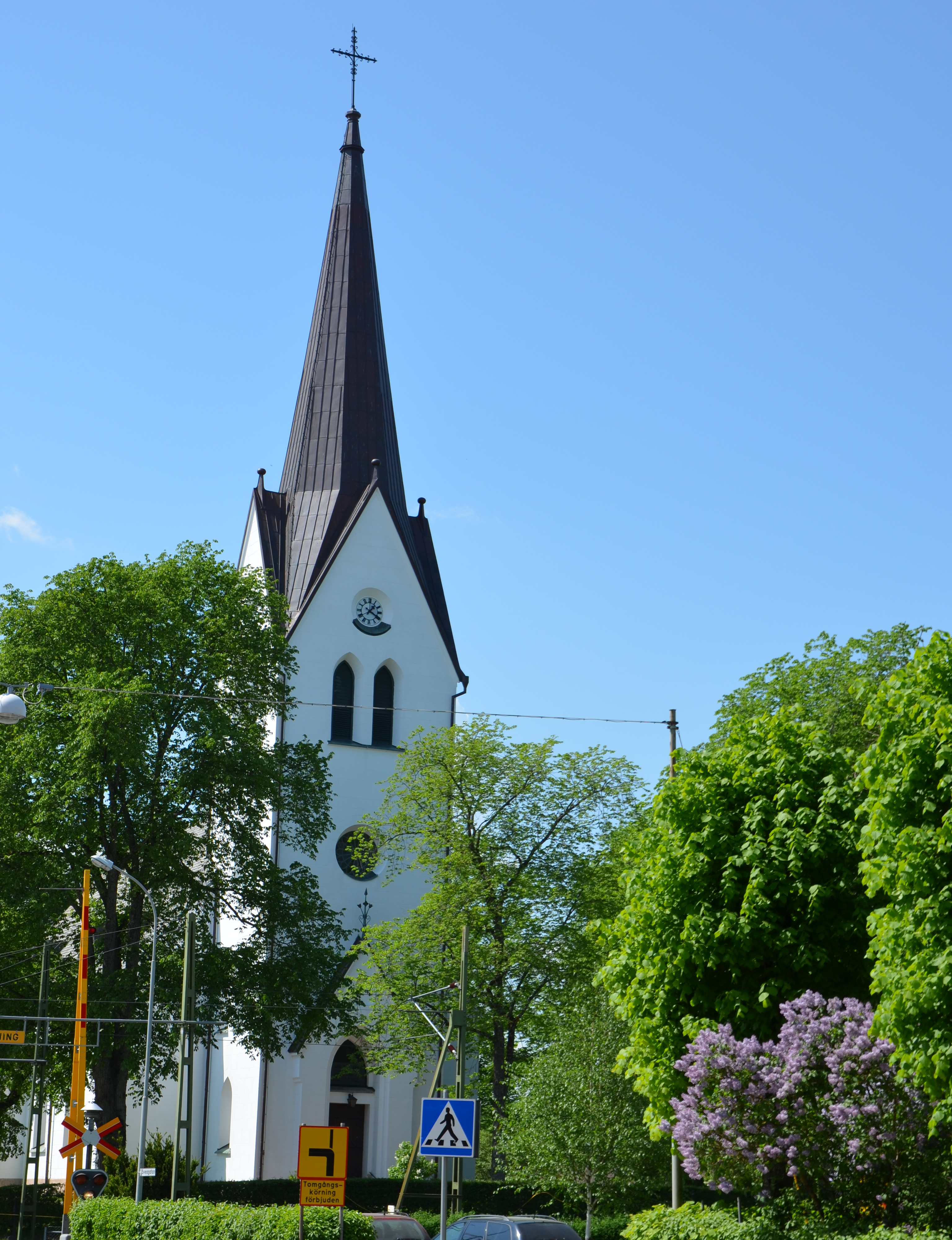
У центрі міста

## Покликання
- Сайт комуни Вара [Архівовано 31 травня 2022 у Wayback Machine.]